# Oblada
Oblada (Oblada melanura) – gatunek ryby zaliczanej do rodziny prażmowatych, jedyny przedstawiciel rodzaju Oblada Cuvier, 1829. 

## Zasięg występowania
Wschodni Ocean Atlantycki, Zatoka Biskajska i Morze Śródziemne na głębokości do 30 m p.p.m.

## Opis
Ciało owalne, bocznie ścieśnione. Mały otwór gębowy. Zęby na przodzie szczęk tnące, a na bokach stożkowe. Ubarwienie srebrzyste z czarną plamą w jasnej obwódce na trzonie ogonowym.
Osiąga przeciętnie 15-20, maksymalnie do ok. 30 cm długości. Żywi się bezkręgowcami.

## Znaczenie gospodarcze
Poławiana gospodarczo i w wędkarstwie.